# Audrius Bitinas
Audrius Bitinas (* 4. August 1975 in Vilnius) ist ein litauischer Verwaltungsjurist und Sozialrechtler, Professor der Mykolas-Romer-Universität (MRU), ehemaliger Politiker, Vizeminister für Sozialschutz und Arbeit (2011–2013).

## Leben
Nach dem Abitur 1993 an der Mittelschule Anykščiai absolvierte Bitinas 1998 das Diplomstudium der Rechtswissenschaften an der Vilniaus universitetas. Während des Studiums in Litauen studierte er in Frankreich. 2008 promovierte er an der MRU.
Von 1996 bis 1997 war er Jurist bei UAB „Egirona“, von 1997 bis 2001 bei „Lietuvos telekomas“. Von 2002 bis 2008 arbeitete er als Verwaltungsjurist der Rechtsunterabteilung am Sozialversicherungsamt Litauens. Seit 2006 arbeitet er bei MRU, seit 2011 ist er Professor. Von 2006 bis 2007 arbeitete er als Lektor bei Vilniaus Gedimino technikos universitetas. Von 2008 bis 2011 war er Rechtsanwalt. Vom 1. Februar 2011 bis zum 28. Oktober 2013 war er Vizeminister, Stellvertreter des Ministers für Sozialschutz und Arbeit.
Bitinas spricht Russisch, Englisch und Französisch.

## Quelle
1. ↑  CV (Seite nicht mehr abrufbar, festgestellt im Oktober 2022. Suche in Webarchiven)  Info: Der Link wurde automatisch als defekt markiert. Bitte prüfe den Link gemäß Anleitung und entferne dann diesen Hinweis.